# NBA Cup

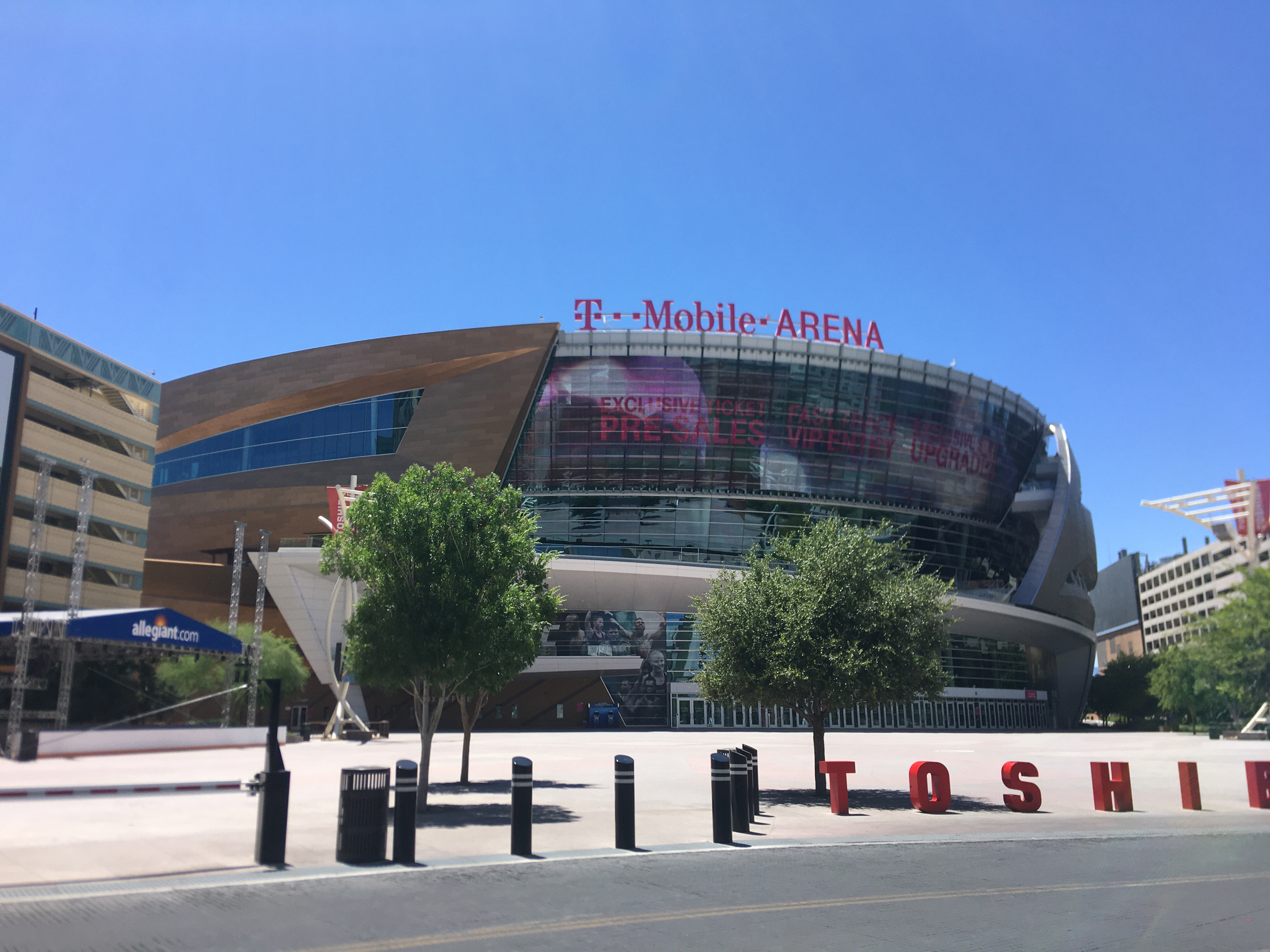
El T-Mobile Arena de Las Vegas, sede de las semifinales y final.

La NBA Cup (en su primera edición NBA In-Season Tournament, traducido como Torneo de Temporada de la NBA) conocida por motivos de patrocinio como Emirates NBA Cup, es un torneo de temporada regular de la NBA que se disputó por primera vez durante la temporada 2023-24.
El torneo se presentó oficialmente el 8 de julio de 2023 en el programa de televisión NBA Today de ESPN. El torneo tiene un formato similar a los torneos de fútbol europeos y las competiciones nacionales de copa de baloncesto. Cada jugador del equipo ganador recibe 500.000 dólares de premio, y el equipo la Copa de la NBA.

## Historia
El 6 de julio de 2023, el reportero de la ESPN Adrian Wojnarowski informó que la NBA realizaría un torneo durante la temporada que se llevaría a cabo del 3 de noviembre al 9 de diciembre.
Los detalles del torneo de 2023 se revelaron el 8 de julio, incluidos los sorteos de grupos y el anuncio de que las semifinales y la final se llevarían a cabo en el T-Mobile Arena de Las Vegas.

## Formato
Las reglas del torneo son las siguientes:
- Se formarán seis grupos intraconferencia de cinco equipos cada uno.
- Los martes y viernes de noviembre habrá partidos grupales contra cada uno de los otros equipos en su grupo (dos en casa y dos fuera de casa). Estos partidos seguirán contando como partidos de temporada regular.
- Cuatro equipos de cada conferencia avanzan a un torneo de eliminación simple: los tres ganadores de grupo además del subcampeón de grupo con el mejor registro como wild card.
- Las semifinales y final se jugarán en Las Vegas.
- Los jugadores para el campeón del torneo recibirán cada uno 500.000 dólares.
- Para el basket average, las anotaciones en la prórroga no serán tomadas en cuenta con fines clasificatorios.
- Para compensar, la fórmula de programación de la temporada regular de la NBA se modificó para que solo se anuncien inicialmente 80 partidos para cada equipo. Las dos primeras rondas del torneo de temporada contarían como partidos de temporada regular 81 y 82. La final sería entonces un partido 83 adicional que no contaría para la temporada regular. A los equipos que no se clasifiquen para el torneo de la temporada, o que sean eliminados en los cuartos de final, se les programarán partidos adicionales para llegar a 82.

## Historial
Nota: Nombres de los equipos según la época.
| Temporada            | Campeón                | Resultado            | Subcampeón            | MVP del Torneo                   | Sede Final                   |                      |
| In-Season Tournament | In-Season Tournament   | In-Season Tournament | In-Season Tournament  | In-Season Tournament             | In-Season Tournament         | In-Season Tournament |
| -------------------- | ---------------------- | -------------------- | --------------------- | -------------------------------- | ---------------------------- | -------------------- |
| 2023                 | Los Angeles Lakers (1) | 123 - 109            | Indiana Pacers        | LeBron James, LA Lakers          | T-Mobile Arena, Paradise, NV |                      |
| Emirates NBA Cup     |                        |                      |                       |                                  |                              |                      |
| 2024                 | Milwaukee Bucks (1)    | 97 - 81              | Oklahoma City Thunder | Giannis Antetokounmpo, Milwaukee | T-Mobile Arena, Paradise, NV |                      |

### Palmarés
| Equipo                | Títulos | Subcampeonatos | Años campeonatos | Años subcampeonatos |
| --------------------- | ------- | -------------- | ---------------- | ------------------- |
| Los Angeles Lakers    | 1       | -              | 2023             |                     |
| Milwaukee Bucks       | 1       | -              | 2024             |                     |
| Indiana Pacers        | -       | 1              |                  | 2023                |
| Oklahoma City Thunder | -       | 1              |                  | 2024                |